# Sylvia Young Theatre School
Sylvia Young Theatre School est une école de théâtre dans Marylebone à Londres. La fondatrice de l'école est Sylvia Young OBE.
L'école a été établie en 1981 sur Drury Lane, mais fut déplacée en 1983 à cause de son expansion. Le tarif varie d'environ 2 000 £ à 2 800 £ le trimestre suivant l'âge de l'élève.
L'école admet garçons et filles de 10 à 18 ans. L'école s'axe sur les spectacles vivants (chant, danse, théâtre…), mais les étudiants travaillent aussi pour passer leur GCSE. Pour entrer dans l'école on doit passer une audition de théâtre, chant et danse, avoir une entrevue et donner une lettre de motivation.

## Diplômés
Plusieurs célébrités anglaises sont connues pour être passées dans cette école :
- Natalie Appleton
- Nicole Appleton
- Nick Berry[Qui ?]
- Melanie Blatt
- Kellie Bright[Qui ?]
- Clare Buckfield[Qui ?]
- Emma Bunton
- Letitia Dean[Qui ?]
- Matt Di Angelo[Qui ?]
- Daisy Evans[Qui ?]
- Perry Fenwick[Qui ?]
- Tom Fletcher
- Dean Gaffney[Qui ?]
- Keeley Hawes
- Isabel Hodgins[Qui ?]
- Nicholas Hoult
- Samantha Janus[Qui ?]
- Sophie Lawrence[Qui ?]
- Jon Lee
- Leona Lewis[Qui ?]
- Dua Lipa
- Simon Lipkin[Qui ?]
- Louisa Lytton[Qui ?]
- Tisha Martin[Qui ?]
- Dax O'Callaghan[Qui ?]
- Rita Ora
- Tamsin Outhwaite[Qui ?]
- Nick Pickard
- Billie Piper
- Ella Purnell
- Iain Robertson[Qui ?]
- Scott Robinson[Qui ?]
- Frances Ruffelle[Qui ?]
- Lee Ryan
- Adele Silva[Qui ?]
- Nathan Sykes[Qui ?]
- Denise Van Outen[Qui ?]
- Daniella Westbrook[Qui ?]
- Matt Willis
- Amy Winehouse
- Adam Woodyatt[Qui ?]
- Leigh-Anne Pinnock
- Jesy Nelson

## Musique
Une reprise de la chanson Day-O par le chœur de la Sylvia Young Theatre School est utilisée dans la bande originale du film Beetlejuice Beetlejuice (2024) de Tim Burton.